# 三分隙蛛
三分隙蛛（学名：Coelotes tristus）为暗蛛科隙蛛属的动物。在中国大陆，分布于北京等地。该物种的模式产地在北京香山。